# Карфаген (государство)
Карфаге́н (финик. 𐤒𐤓𐤕𐤟𐤇𐤃𐤔𐤕 Qart-ḥadašt, лат. Carthago, др.-греч. Καρχηδών) — древнее государство в Северной Африке со столицей в одноимённом городе, основанное финикийцами на территории современного Туниса.
Карфаген основан колонистами из финикийского города Тир (территория современного Ливана) в IX веке до н. э. Существует две принятые датировки основания Карфагена: 825—823 годы до н. э. или 814—813 годы до н. э., при этом в литературе чаще приводится последняя дата.
Согласно преданию, город основала царица Дидона, которая бежала из Тира после того, как её брат Пигмалион, царь Тира, убил её мужа Сихея, чтобы завладеть его богатством. На протяжении всей истории Карфагена жители города славились деловой хваткой. Согласно легенде об основании города, Дидона договорилась с местным племенем купить столько земли, сколько покроет бычья шкура. Она разрезала шкуру на узкие ремни и, сделав из них круг, завладела большим холмом, поэтому поставленная на этом месте цитадель носила название Бирса, что по-гречески означает «шкура» (возможно, ложная этимология).
После произошедшего в VI веке до н. э. падения финикийского влияния в  Западном Средиземноморье Карфаген переподчинил себе бывшие финикийские колонии благодаря выгодному географическому положению. К III веку до н. э. он стал крупнейшим государством на западе Средиземного моря, подчинив Южную Испанию, побережье Северной Африки, большую часть Сицилии и Сардинии, Корсику. После Пунических войн против Рима Карфаген потерял свои завоевания и был разрушен в 146 году до н. э., его территория была превращена в римскую провинцию Африка. Юлий Цезарь предложил основать на его месте колонию, что было реализовано после его смерти (первая, неудачная попытка, была предпринята ещё в 122 году до н. э.).
В 420—430-е годы контроль Западной Римской империи над провинцией был утрачен вследствие сепаратистских мятежей и захвата германским племенем вандалов, основавших своё королевство со столицей в Карфагене. После завоевания Северной Африки императором Византии Юстинианом I город Карфаген стал столицей Карфагенского экзархата. Окончательно город потерял своё значение после завоевания арабами в конце VII века.

## Этимология
Название 𐤒𐤓𐤕𐤟𐤇𐤃𐤔𐤕 Qart-ḥadašt (в пунической записи без гласных — Qrtḥdšt) переводится с финикийского языка как «Новый город». Латинское название финикийцев-карфагенян — Poeni или Puni (отсюда — Пунические войны).

## История

### IX—VII века до н. э.
Карфаген был основан выходцами из финикийского города Тира в конце IX века до н. э. Согласно легенде, город основала вдова финикийского царя по имени Дидона (дочь тирского царя Картона). Она пообещала местному племени заплатить драгоценный камень за кусок земли, ограниченный шкурой быка, но при условии, что выбор места останется за ней. После того, как сделка была заключена, колонисты выбрали удобное место для города, окольцевав его узкими ремнями, сделанными из одной бычьей шкуры. В первой испанской хронике «Estoria de España» (1282 или 1284), подготовленной королём Альфонсо X на основе латинских источников, сообщается о том, что слово «carthon» на «том языке означало шкура (кожа), и что потому она назвала город Картаго [Carthago]».
Достоверность легенды неизвестна, но предполагается маловероятным, что без благоприятного отношения аборигенов горсть переселенцев могла закрепиться на отведённой ей территории и основать там город. К тому же есть основания считать, что переселенцы были представителями политической партии, неугодной на родине, и надеяться на поддержку метрополии им не приходилось. По сообщениям Геродота, Юстина и Овидия, вскоре после основания города отношения между Карфагеном и местным населением испортились. Вождь племени макситан Гиарб под угрозой войны потребовал руку царицы Дидоны, но та предпочла браку смерть. Война, тем не менее, началась и была не в пользу карфагенян. По Овидию, Гиарб даже захватил город и удерживал его в течение нескольких лет.
Судя по предметам, найденным во время археологических раскопок, в начале своей истории торговые связи соединяли Карфаген с метрополией, а также Кипром и Египтом.
В VIII веке до н. э. положение в Средиземноморье сильно изменилось. Финикия была захвачена Ассирией, и многочисленные колонии стали независимыми. Ассирийское владычество вызвало массовый отток населения из древних финикийских городов в колонии. Вероятно, население Карфагена пополнилось беженцами до такой степени, что Карфаген смог, в свою очередь, сам образовывать колонии. Первой карфагенской колонией в Западном Средиземноморье стал Эбесс на Питиузских островах (первая половина VII века до н. э.).
На рубеже VII и VI вв. до н. э. началась греческая колонизация. С целью противостояния продвижению греков финикийские колонии начали объединяться в государства. На Сицилии — Панорм, Солунт, Мотия в 580 году до н. э. успешно противостояли грекам. В Испании союз городов, возглавляемый Гадесом, боролся с Тартессом. Но основой единого финикийского государства на западе стал союз Карфагена и Утики.
Выгодное географическое положение позволило Карфагену стать крупнейшим городом Западного Средиземноморья (население достигало 700 000 человек), объединить вокруг себя остальные финикийские колонии в Северной Африке и Испании и вести обширные завоевания и колонизацию.

### VI—IV века до н. э.
В VI веке греки основали колонию Массалия и заключили союз с Тартессом. Первоначально пунийцы терпели поражения, но Магон I провёл реформу армии (теперь основой войск стали наёмники), был заключён союз с этрусками и в 537 году до н. э. после морской битвы при Алалии греки понесли тяжёлые потери и были вынуждены покинуть Корсику. Вскоре был уничтожен Тартесс и присоединены все финикийские города Испании.
Основным источником благосостояния была торговля — карфагенские купцы торговали в Египте, Италии, Испании, в Чёрном и Красном морях — и сельское хозяйство, базирующееся на широком использовании рабского труда. Существовала жёсткая регламентация торговли — Карфаген стремился монополизировать товарооборот; с этой целью все подданные были обязаны торговать только при посредничестве карфагенских купцов. Это приносило огромные доходы, но сильно тормозило развитие подвластных территорий и способствовало росту сепаратистских настроений. Во время греко-персидских войн Карфаген предположительно был в союзе с Персией, совместно с этрусками была проведена попытка полного захвата Сицилии. Но после поражения в битве при Гимере (480 год до н. э.) от коалиции греческих городов-государств борьба была приостановлена на несколько десятилетий. Основным противником пунийцев были Сиракузы (к 400 году до н. э. это государство находилось на вершине могущества и стремилось открыть торговлю на западе, полностью захваченную Карфагеном), война продолжалась с промежутками почти сто лет (394—306 годы до н. э.) и закончилась почти полным завоеванием Сицилии пунийцами.

### III век до н. э.
В III веке до н. э. интересы Карфагена вошли в конфликт с усилившейся Римской республикой. Отношения, прежде союзнические, стали ухудшаться. Впервые это проявилось на заключительном этапе войны Рима с Тарентом. Наконец в 264 году до н. э. началась Первая Пуническая война. Она велась главным образом на Сицилии и на море. Довольно быстро римляне захватили Сицилию, но тут сказалось почти полное отсутствие у Рима флота. Лишь к 260 году до н. э. римляне создали флот и, использовав абордажную тактику, одержали морскую победу у мыса Милы. В 256 году до н. э. римляне перенесли боевые действия в Африку, разбив флот, а затем и сухопутную армию карфагенян. Но консул Атилий Регул не смог использовать полученное преимущество, и через год пунийская армия под командованием спартанского наёмника Ксантиппа нанесла римлянам полное поражение. В этой битве, как и во многих предыдущих и последующих, победу принесли слоны (даже несмотря на то, что римляне уже сталкивались с ними, воюя против Пирра, царя Эпира). Лишь в 251 году до н. э. в битве у Панорма римляне одержали большую победу, захватив 120 слонов. Через два года карфагеняне одержали большую морскую победу (чуть ли не единственную за всю войну) и наступило затишье, обусловленное полным истощением обеих сторон.

### Гамилькар Барка
В 247 году до н. э. главнокомандующим Карфагена стал Гамилькар Барка (Молния), благодаря его выдающимся способностям успех на Сицилии стал склоняться в сторону пунийцев, но в 241 году до н. э. Рим, собравшись с силами, смог выставить новый флот и армию. Карфаген уже не мог им противостоять и после поражения был вынужден заключить мир, уступив Сицилию Риму, и заплатить контрибуцию в 3200 талантов в течение 10 лет.
После поражения Гамилькар подал в отставку, власть перешла к его политическим противникам, которых возглавлял Ганнон. Карфагенское правительство сделало в высшей степени неразумную попытку уменьшить плату наёмникам, что вызвало сильнейшее восстание — ливийцы поддержали армию. Так началось восстание наёмников, которое едва не закончилось гибелью страны. Гамилькар был вновь призван к власти. В ходе трёхлетней войны он подавил восстание, но гарнизон Сардинии примкнул к восставшим и, опасаясь племён сардов, живших на острове, признал власть Рима. Карфаген потребовал вернуть остров. Так как Рим искал любой повод уничтожить Карфаген, то под ничтожным предлогом в 237 году до н. э. объявил войну. Лишь уплатив римлянам 1200 талантов в возмещение военных расходов и уступив Сардинию с Корсикой, Карфагену удалось предотвратить войну.
Явная неспособность аристократического правительства к эффективному управлению привела к усилению демократической оппозиции, возглавляемой Гамилькаром. Народное собрание наделило его полномочиями главнокомандующего. В 236 году до н. э., покорив всё африканское побережье, он перенёс боевые действия в Испанию. Девять лет воевал он там, пока не пал в битве. После его смерти главнокомандующим армия выбрала его зятя Гасдрубала. За 16 лет (236—220 годы до н. э.) большая часть Испании была завоёвана и прочно привязана к метрополии. Серебряные рудники доставляли очень большие доходы, в боях была создана сильная армия. В результате в целом Карфаген даже стал намного сильнее, чем он был до потери Сицилии.

### Ганнибал Барка

После смерти Гасдрубала армия выбрала Ганнибала — сына Гамилькара — главнокомандующим. Всех своих детей — Магона, Гасдрубала и Ганнибала — Гамилькар воспитывал в духе ненависти к Риму, поэтому, получив контроль над армией, Ганнибал начал искать повод для войны. В 218 году до н. э. он захватил Сагунт — испанский город и союзник Рима — война началась. Неожиданно для врага Ганнибал провёл свою армию в обход через Альпы на территорию Италии. Там он одержал ряд побед — при Тицине, Требии и Тразименском озере. В Риме назначили диктатора, но в 216 году до н. э. у города Канны Ганнибал нанёс римлянам сокрушительное поражение, следствием которого был переход на сторону Карфагена значительной части Италии, и второго по значению города — Капуи. Боевые действия велись и в Испании, и на Сицилии. Первоначально успех сопутствовал Карфагену, но затем римляне сумели одержать ряд важных побед. С гибелью брата Ганнибала — Гасдрубала, который вёл ему значительные подкрепления, — положение Карфагена очень сильно осложнилось. Высадка Магона в Италии была безрезультатна — он потерпел поражение и был убит в бою. Вскоре Рим перенёс боевые действия в Африку. Заключив союз с царём нумидийцев Массиниссой, Сципион нанёс пунийцам ряд поражений. Ганнибала вызвали на родину. В 202 году до н. э. в битве у Замы, командуя плохо обученным войском, он потерпел поражение, и карфагеняне решили заключить мир. По его условиям они были вынуждены отдать Риму Испанию и все острова, содержать только 10 боевых кораблей и выплатить 10 000 талантов контрибуции. Кроме того, они не имели права воевать с кем-либо без разрешения Рима.
После окончания войны враждебно настроенные по отношению Ганнибалу Ганнон, Гисгон и Гасдрубал Гэд  (главы аристократических партий) попытались добиться осуждения Ганнибала, но, поддержанный населением, он сумел удержать власть. С его именем были связаны надежды на реванш. В 196 году до н. э. Рим победил в войне Македонию, которая была союзницей Карфагена. Но оставался ещё один союзник — царь Селевкидской империи Антиох. Именно в союзе с ним Ганнибал рассчитывал вести новую войну, но прежде следовало покончить с олигархической властью в самом Карфагене. Пользуясь своими полномочиями суффета, он спровоцировал конфликт со своими политическими противниками и практически захватил единоличную власть. Его жёсткие действия против коррупции в среде аристократического чиновничества вызвали противодействие с их стороны. В Рим был сделан донос о дипломатических связях Ганнибала с Антиохом. Рим потребовал его выдачи. Понимая, что отказ вызовет войну, а страна к войне не готова, Ганнибал был вынужден бежать из страны к Антиоху. Там он не получил практически никаких полномочий, несмотря на величайшие почести, сопровождавшие его прибытие. После поражения Антиоха он скрывался на Крите, в Вифинии и, наконец, постоянно преследуемый римлянами, был вынужден покончить с собой, не желая попасть в руки врага.

### Уничтожение Карфагена
Даже проиграв две войны, Карфаген сумел быстро оправиться и вскоре вновь стал одним из богатейших городов. В Риме уже давно торговля стала существенной отраслью экономики, конкуренция Карфагена сильно мешала её развитию. Большое беспокойство вызывало также его быстрое восстановление. Марк Катон, бывший во главе одной из комиссий, расследовавших споры Карфагена, сумел убедить большую часть сената, что он всё ещё представляет опасность. Вопрос о начале войны был решён, но необходимо было найти удобный повод.
Его подал царь нумидийцев Массинисса, постоянно нападавший на карфагенские владения; поняв, что Рим всегда поддерживает противников Карфагена, он перешёл к прямым захватам. Все жалобы карфагенян игнорировались или решались в пользу Нумидии. Наконец пунийцы были вынуждены дать ему прямой военный отпор. Рим незамедлительно предъявил претензии в связи с началом боевых действий без разрешения. К Карфагену прибыла римская армия.
Испуганные карфагеняне просили мира, соглашаясь на все мыслимые условия. Прежде всего римский консул Луций Цензорин потребовал отдать всё оружие. Когда оно было выдано, он огласил главное требование римского сената: Карфаген должен быть разрушен, его жители выселены, а новый город должен быть основан в любом другом месте, но вдали от моря, на расстоянии не менее 10 миль (16 км) от морского побережья. Это означало, что он никогда не сможет возродиться, поскольку все благосостояние Карфагена было основано на морской торговле.
Попросив месяц на обдумывание, пунийцы приготовились к войне. Так началась Третья Пуническая война, представлявшая собой уничтожение Римом своего торгового соперника (военная мощь Карфагена была сломлена до этого). Город был хорошо укреплён и упорно оборонялся, поэтому захватить его римлянам удалось только через три года трудной осады и тяжёлых боёв. Карфаген был полностью разрушен, из 500 000 населения 50 000 (согласно сообщению Орозия 55 000) были взяты в плен и обращены в рабство. В огне войны была уничтожена литература Карфагена, за исключением трактата о сельском хозяйстве, написанного Магоном, который был сохранён по специальному постановлению римского сената с целью дальнейшего перевода на латинский язык. На территории Карфагена была создана римская провинция, управлявшаяся наместником из Утики.

### Рим в Африке

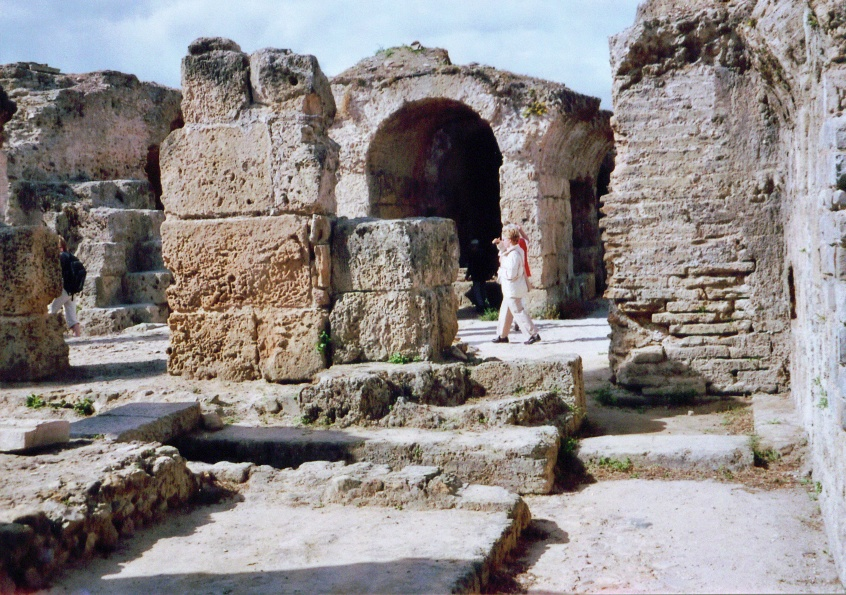
Руины городских кварталов. Термы Антонина Пия

Всего лишь 100 лет спустя после разрушения Карфагена Юлий Цезарь решил основать на месте города колонию. Этим планам было суждено осуществиться только после его смерти. В честь основателя колония была названа Colonia Julia Carthago, или «карфагенская колония Юлия». Римские инженеры убрали около 100 000 кубических метров земли, разрушив вершину Бирсы, чтобы выровнять поверхность и уничтожить следы прошлого. На этом месте были возведены храмы и красивые общественные здания. Через какое-то время Карфаген стал одним из самых роскошных городов Римского мира, по величине вторым после Рима городом Запада. Для удовлетворения потребностей 300 000 жителей города там были построены: цирк на 60 000 зрителей, театр, амфитеатр, термы и 132-километровый акведук.

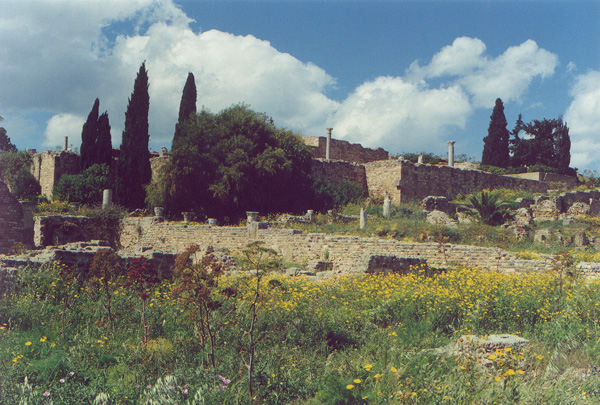
Руины римского времени

Христианство достигло Карфагена приблизительно в середине II века н. э. и быстро распространилось в городе. Приблизительно в 155 году н. э. в Карфагене родился известный теолог и апологет Тертуллиан. Благодаря его трудам латинский язык стал официальным языком Западной церкви. В III веке епископом Карфагенским был Киприан, который ввёл в обиход систему семиступенчатой церковной иерархии и погиб мученической смертью в 258 году н. э. Ещё один житель Северной Африки, Августин Блаженный (354—430), величайший христианский богослов древности, объединил вероучения церкви с греческой философией.

### Средние века
К началу V века н. э. Римская империя переживала упадок, и то же происходило с Карфагеном. В 439 году н. э. город был захвачен и разграблен вандалами. Через сто лет завоевание города византийцами на время приостановило его окончательное падение. В 698 году н. э. город был взят арабами, его камни послужили материалом для строительства города Туниса. В следующих столетиях мрамор и гранит, когда-то украшавшие римский город, были разграблены и вывезены из страны. Позднее их использовали для строительства соборов в Генуе, Пизе, а также Кентерберийского собора в Англии.
Сегодня это пригород Туниса и объект для туристического паломничества.

## Расположение

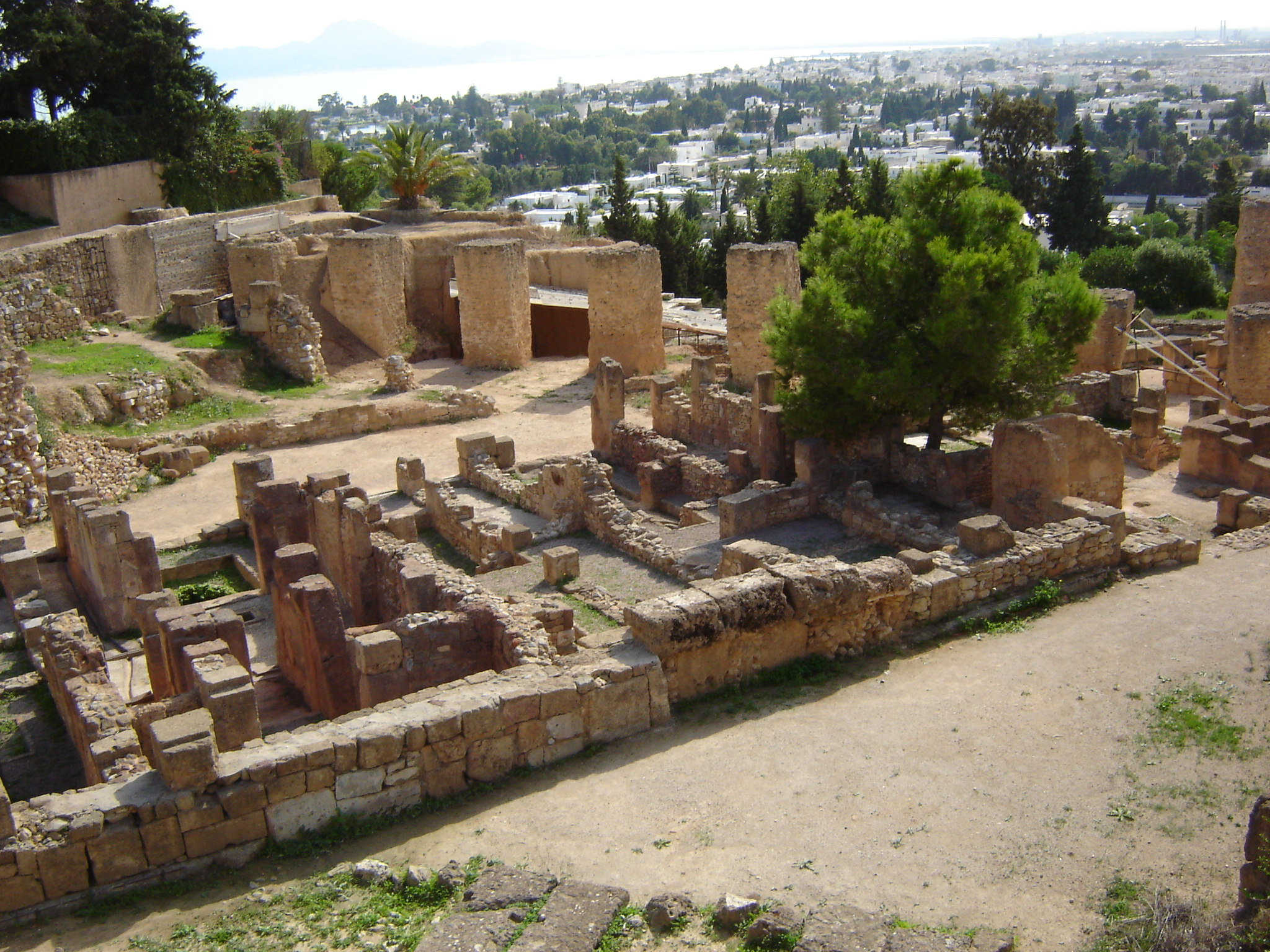
Развалины финикийского квартала на холме Бирса

Карфаген был основан на мысе с выходами к морю на севере и юге. Расположение города сделало его лидером морской торговли Средиземноморья. Все суда, пересекающие море, неизбежно проходили между Сицилией и побережьем Туниса.
В черте города были вырыты две большие искусственные гавани: одна для военного флота, способная вместить 220 военных кораблей, другая для коммерческой торговли. На перешейке, отделявшем гавани, была построена огромная башня, окружённая стеной.
Протяжённость массивных городских стен составляла 37 километров, а высота в некоторых местах достигала 12 метров.
Город имел огромное кладбище, культовые места, рынки, муниципалитет, башни и театр. Он был разделён на четыре одинаковых жилых района. В середине города стояла высокая цитадель, которая называлась Бирса. Карфаген числился среди крупнейших городов древности.

## Государственное устройство
Точный характер государственного устройства Карфагена сложно определить из-за скудности источников. Вместе с тем, его политическую систему описывали Аристотель и Полибий.
Власть в Карфагене была в руках аристократии, разделённой на враждующие аграрную и торгово-промышленную фракции. Первые были сторонниками территориальных расширений в Африке и противниками экспансии в других регионах, чего придерживались члены второй группы, старавшейся опираться на городское население. Государственную должность можно было купить.
Высшим органом власти являлся совет старейшин, во главе которого стояли 10 (позднее 30) человек. Во главе исполнительной власти стояли два суффета, подобные римским консулам, избираемые ежегодно. Карфагенский сенат обладал законодательной властью, число сенаторов было около трёхсот, а сама должность была пожизненной. Из состава сената был выделен комитет из 30 членов, который вёл всю текущую работу. Народное собрание формально также играло значительную роль, но фактически к нему обращались редко, в случае разногласий между суффетами и сенатом.
Примерно в 450 году до н. э. с целью создать противовес стремлению некоторых родов (особенно рода Магонидов) получить полный контроль над советом старейшин был создан совет судей. Он состоял из 104 человек и первоначально должен был судить остальных должностных лиц по истечении срока их полномочий, но впоследствии занимался контролем и судом.
От подчинённых племён и городов Карфаген получал поставки воинских контингентов, выплату крупного налога в денежной или натуральной форме. Такая система давала Карфагену существенные финансовые средства и возможность создать сильную армию.

## Религия

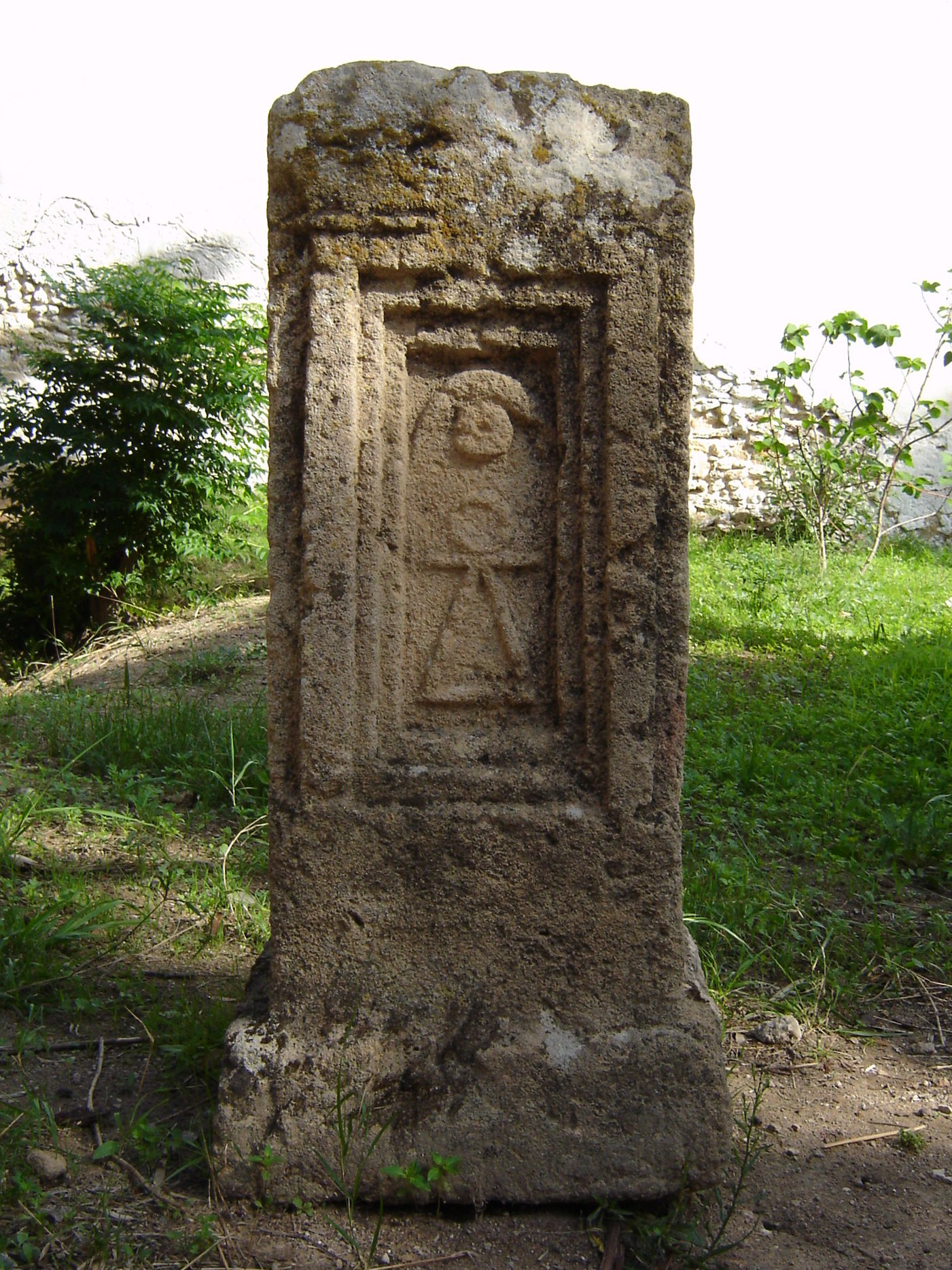
Стела из Тофета с сакральным символом Танит

Хотя финикийцы жили разрозненно по всему Западному Средиземноморью, их объединяли общие верования. Карфагеняне унаследовали ханаанскую религию от своих финикийских предков. Ежегодно на протяжении веков Карфаген отправлял посланников в Тир для совершения там жертвоприношения в храме Мелькарта. В Карфагене главными божествами были Баал-Хаммон, чьё имя означает «хозяин-жаровик», и Танит, отождествляемая с Астартой.
Самой печально известной особенностью религии Карфагена было приношение в жертву детей. Согласно словам Диодора Сицилийского, в 310 году до н. э., во время атаки города, чтобы умиротворить Ваал Хаммона, карфагеняне принесли в жертву более 200 детей из знатных семей. Принесение невинного ребёнка в жертву искупления считалось величайшим актом умилостивления богов. По всей видимости, этот акт был призван обеспечить благосостояние как семьи, так и общества.

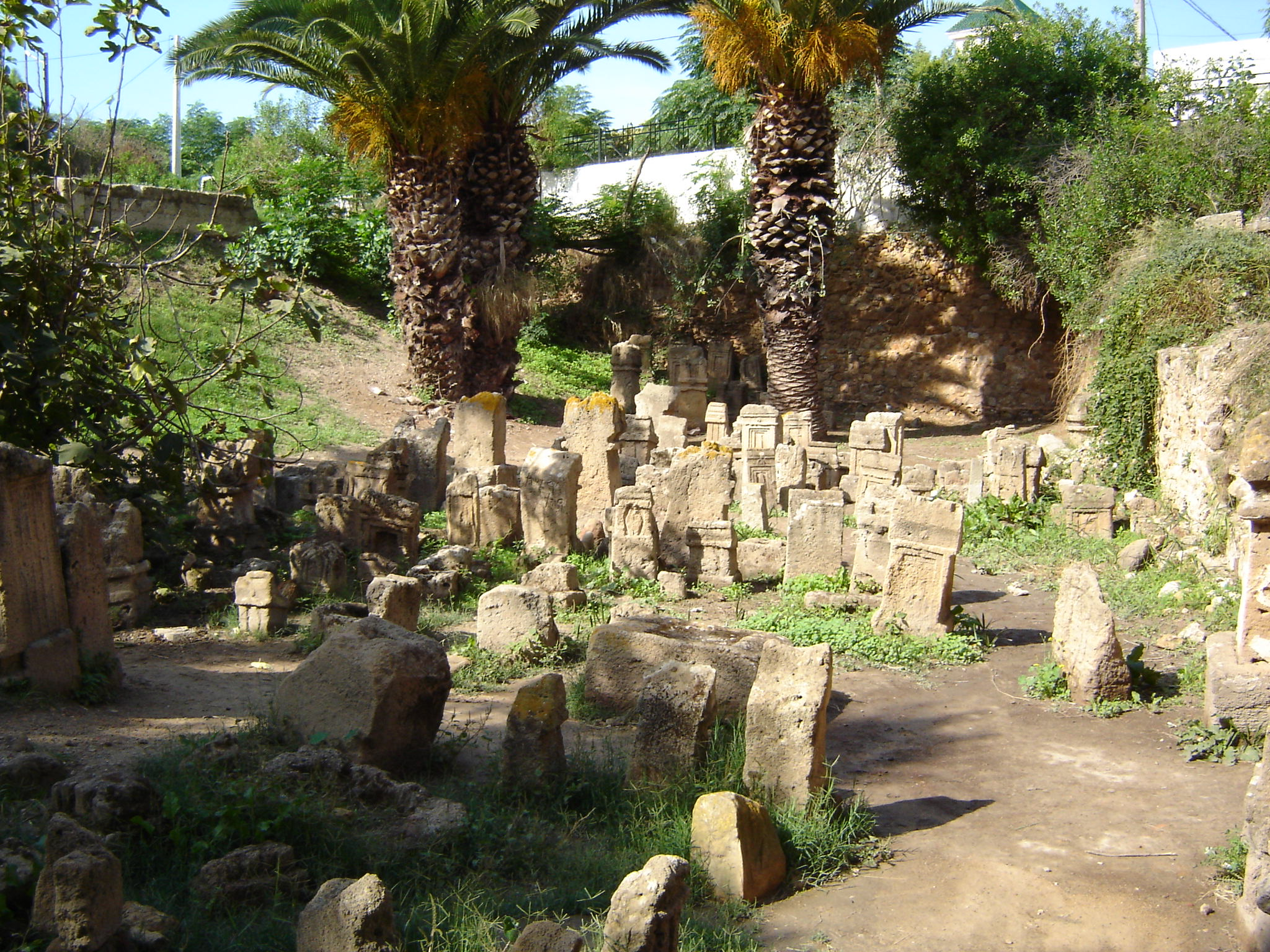
Тофет Карфагена

В 1921 году археологи обнаружили место, где были найдены несколько рядов урн с обуглившимися останками как животных (их приносили в жертву вместо людей), так и маленьких детей. Место назвали Тофет. Захоронения находились под стелами, на которых были записаны просьбы, сопровождавшие жертвоприношения. Подсчитано, что в этом месте находятся останки более 20 000 детей, принесённых в жертву всего лишь за 200 лет.
Однако у теории о массовых детских жертвоприношениях в Карфагене есть и противники. В 2010 году группа международных археологов изучила материал из 348 похоронных урн. Оказалось, что около половины всех захороненных детей были либо мертворождёнными (как минимум 20 %), либо умершими вскоре после родов. Лишь несколько захороненных детей имели возраст от пяти до шести лет. Таким образом, детей кремировали и хоронили в церемониальных урнах независимо от причины их смерти, которая не всегда была насильственной и происходила на жертвеннике. Исследование также опровергло легенду о том, что карфагеняне приносили в жертву первого рождённого младенца мужского пола в каждой семье.

## Социальная система
Всё население по своим правам делилось на несколько групп по этническому признаку. В наиболее тяжёлом положении находились ливийцы. Территория Ливии была разделена на области, подчинявшиеся стратегам, налоги были очень высоки, их сбор сопровождался всяческими злоупотреблениями. Это приводило к частым восстаниям, которые жестоко подавлялись. Ливийцы насильно набирались в армию — надёжность подобных подразделений, конечно же, была очень низкой. Сикулы — сицилийские жители — составляли другую часть населения; их права в области политического управления были ограничены «сидонским правом» (его содержание неизвестно). Сикулы, однако, пользовались свободой торговли. Выходцы из финикийских городов, присоединённых к Карфагену, пользовались полными гражданскими правами, а остальное население (вольноотпущенники, переселенцы — словом, не финикийцы) аналогично сикулам — «сидонским правом».
Во избежание народных волнений периодически беднейшее население высылалось в подвластные области.
Управление зависимыми территориями карфагеняне осуществляли иначе, чем римляне. Последние представляли завоёванному населению Италии некоторую долю внутренней самостоятельности и освобождали его от уплаты всяких регулярных податей.

## Экономика
Город лежал в северо-восточной части нынешнего Туниса, в глубине большого залива, недалеко от устья Баграды, орошавшей плодородную равнину. Тут проходили морские пути между восточным и западным Средиземноморьем, Карфаген стал центром обмена ремесленных изделий Востока на сырьё Запада и Юга. Карфагенские купцы торговали пурпуром собственного производства, слоновой костью и рабами из Судана, страусовым пером и золотым песком из центральной Африки. В обмен поступало серебро и солёная рыба из Испании, хлеб с Сардинии, оливковое масло и греческие художественные изделия с Сицилии. Из Египта и Финикии в Карфаген шли ковры, керамика, эмаль и стеклянные бусы, на которые карфагенские купцы меняли ценное сырьё у туземцев.
Помимо торговли, в экономике города-государства важную роль играло сельское хозяйство. На плодородной равнине Баграды лежали крупные поместья карфагенских землевладельцев, обслуживавшиеся рабами и местным ливийским населением, находившимся в зависимости крепостного типа. Мелкое свободное землевладение, по-видимому, не играло в Карфагене сколько-нибудь заметной роли. Труд карфагенянина Магона о сельском хозяйстве в 28 книгах был впоследствии переведён на латинский язык по приказанию римского сената.
Карфагенские купцы постоянно искали новые рынки. Приблизительно в 480 году до н. э. мореплаватель Гимилькон высадился в Британии на берег современного полуострова Корнуолл, богатого оловом. А через 30 лет Ганнон, выходец из влиятельной карфагенской семьи, возглавил экспедицию из 60 кораблей, на которых было 30 000 мужчин и женщин. Людей высаживали в разных частях побережья, чтобы они основывали новые колонии. Не исключено, что, проплыв через Гибралтарский пролив и далее на юг вдоль западного побережья Африки, Ганнон достиг Гвинейского залива и даже берегов современного Камеруна.
Предприимчивость и деловая хватка его жителей помогли Карфагену стать, по общему признанию, богатейшим городом Древнего мира. В начале III века до н. э. благодаря технологиям, флоту и торговле город выдвинулся на передовые позиции. Греческий историк Аппиан писал о карфагенянах: «Могущество их в военном отношении стало равным эллинскому, по богатству же находилось на втором месте после персидского».

## Вооружённые силы

Предполагаемый военный штандарт, увенчанный полумесяцем и солнечным диском

Вооружённые силы Карфагена состояла из управления и двух частей (видов) сухопутной (войско, армия) и водной (морской, флот). 
Войско (Армия) Карфагена была главным образом наёмным, хотя существовало и городское ополчение. Основу пехоты составляли испанские, африканские, греческие, галльские наёмники; карфагенская аристократия служила в «священном отряде» — тяжеловооружённой пехоте. Наёмная кавалерия состояла из нумидийцев, считавшихся в античности искуснейшими всадниками, и иберийцев. Иберийцы также считались хорошими воинами — балеарские пращники и цетратии (лат. caetrati — соотносимые с греческими пельтастами) образовывали лёгкую пехоту, скутатии (вооружённые копьём, дротиком и бронзовым панцирем) — тяжёлую, испанская тяжёлая кавалерия (вооружённая мечами) тоже очень ценилась. Племена кельтиберов пользовались вооружением галлов — длинными двухлезвийными мечами. Важную роль играли также слоны, которых содержали в количестве около 300. Высоким было и техническое оснащение армии (катапульты, баллисты и т. д.). В целом по составу пунийская армия была похожа на армии эллинистических государств. Во главе армии находился главнокомандующий, избираемый советом старейшин, но к концу существования государства это избрание проводилось и войском, что свидетельствует о монархических тенденциях.
В случае надобности государство могло мобилизовать флот из нескольких сотен квинквирем, оборудованных и вооружённых по последнему слову эллинистической морской техники и снабжённых опытным экипажем.